# Dion Weisler
Dion Joseph Weisler (Australia, 20 de agosto de 1967) es un ejecutivo y empresario australiano. Entre 2014 y 2019 fue CEO de HP Inc. una multinacional de más de 55 000 empleados. Durante su mandato hubo de dividir HP Inc. y Hewlett Packard Enterprise en dos empresas distintas.

## Trayectoria
Weisler tiene una licenciatura en informática por la Universidad de Monash. Aficionado a pilotar prototipos de aviones, posee un Pilatus PC-12. Weisler está casado, tiene dos hijos y vive en Palo Alto, California.
Como otros muchos informáticos e ingenieros, Weisler se unió a la multinacional HP en los puestos más bajos. Trabajó en todos los departamentos de HP durante treinta años hasta alcanzar la cúspide de la compañía. El 1 de noviembre de 2019, Weisler renunció como CEO de HP Inc, debido a "una familia asunto de salud".